# Amorphophallus aphyllus
Amorphophallus aphyllus là một loài thực vật có hoa trong họ Ráy (Araceae). Loài này được (Hook.) Hutch. mô tả khoa học đầu tiên năm 1936.